# 미셸 마드리갈
미셸 마드리갈(Michelle Madrigal, 1987년 11월 4일 ~ )은 필리핀의 배우이다.